# Héctor Demarco
Héctor Demarco (* 31. Mai 1936 in Montevideo; † 21. Juni 2010) war ein uruguayischer Fußballspieler.

## Spielerlaufbahn

### Verein
Der 1,82 Meter große Mittelfeldakteur Demarco spielte zunächst in Montevideo für Defensor. Dort stand er bereits in seiner Juniorenzeit 1954 im Kader und gehörte auch dem Aufgebot in den Erstliga-Spielzeiten der Jahre 1957 bis 1959 an. Von den Spielzeiten 1959/60 bis einschließlich der Spielzeit 1963/64 stand er beim italienischen Serie-A-Klub FC Bologna unter Vertrag und absolvierte in dieser Zeit 58 Spiele für die Italiener, in denen er 15 Tore erzielte. In seiner letzten Spielzeit bei den Bolognesern wurde er unter Trainer Fulvio Bernardini und an der Seite von Mitspielern wie Helmut Haller, Harald Nielsen und Giacomo Bulgarelli Italienischer Meister. Ab der Saison 1964/65 bis 1968 lief er 95 mal für dessen Ligakonkurrenten L.R. Vicenza auf. Seine Torbilanz dort weist sieben Treffer aus. 1970 stand er abermals im Kader Defensors, die in jener Spielzeit letztmals von Alejandro Morales betreut wurde. Nur knapp konnte er mit seinen Mitspielern in der Relegationsrunde den Abstieg in die „B“ vermeiden.

### Nationalmannschaft
Demarco gehörte auch der uruguayischen Junioren-Nationalmannschaft an, die 1954 an der Junioren-Südamerikameisterschaft in Venezuela teilnahm und den Titel gewann. Im Verlaufe des Turniers wurde er von Trainer Gerardo Spósito fünfmal (kein Tor) eingesetzt. Demarco war auch Mitglied der A-Nationalmannschaft Uruguays, für die er zwischen dem 13. März 1955 und dem 2. Mai 1959 14 Länderspiele absolvierte, bei denen er drei Länderspieltore erzielte. Mit der Celeste gewann er unter Hugo Bagnulo 1956 den Titel bei der Südamerikameisterschaft.

### Erfolge
- Junioren-Südamerikameister 1954
- Südamerikameister: 1956
- Italienischer Meister: 1963/64